# Mihail Moruzov

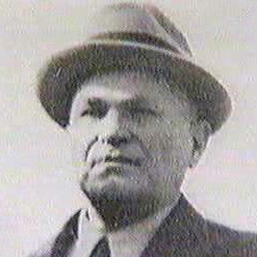

Mihail Moruzov (ur. 16 września 1887 – zm. 27 listopada 1940) – szef rumuńskiego wywiadu wojskowego.
Po skończeniu 3 klas liceum wstąpił do tajnej policji w Dobrudży. Posługiwał się językiem ukraińskim, tureckim oraz tatarskim. Był oskarżony o szpiegostwo oraz o udział w aferze przemytniczej w Besarabii i delcie Dunaju. Został aresztowany i wydalony z Specjalnych Służb Informacyjnych. Przeniósł się do Bukaresztu, gdzie żył w biedzie. Był dwukrotnie żonaty. Podczas I wojny światowej awansował na stanowisko szefa wywiadu Dobrudży. W latach 1924–1940 służył jako dyrektor Królewskiej Policji Bezpieczeństwa. W 1936 Moruzov zaczął organizować edukację szpiegów między innymi sekretarek, kierowców, fotografów oraz specjalistów z dziedziny daktyloskopii. Gabinet Moruzova został wyposażony w liczne urządzenia rejestrujące, lustra weneckie, przyrządy obserwacyjne i czujniki fotoelektryczne. Latem 1939 internował w monastyrze Bistrița generała Iona Antonescu. Został zamordowany w więzieniu Jilava.